# Ратников, Геннадий Васильевич
Геннадий Васильевич Ратников (15 января 1935 года, Шумилино — 29 августа 2021 года, Минск) — советский белорусский кинокритик, киновед, педагог.

## Биография
Родился 15 января 1935 году в п. Шумилино Витебской области Белорусской ССР. В 1958 году окончил филологический факультет Минского государственного педагогического института. В 1963 году — аспирантуру Института искусствоведения, этнографии и фольклора НАН Беларуси. В 1968 году защитил кандидатскую диссертацию по теме «Документальное кино Белоруссии (1925―1967 гг.)». В 1972 году присвоено звание доцента. Преподавал в БГУКиИ (профессор кафедры белорусской и мировой художественной культуры). Член Белорусского союза кинематографистов (с 1976 года). Круг научных интересов — история и теория кино.

## Научная и творческая деятельность
Г. Ратников является автором (наряду с А. Красинским, В. Смалем, О. Нечай, Г. Подберезским) «Истории белорусского кино» (в двух книгах), в которой исследован творческий опыт белорусских кинематографистов, проанализированы кинофильмы, созданные в 1925—1967 годах.
Автор (в соавторстве с О. Нечай) пособия для студентов некинематографических ВУЗов «Основы киноискусства» (под редакцией И. В. Вайсфельда). В книге систематизированы и обобщены научно-теоретические знания в области киноискусства, проиллюстрированы теоретические положения киноэстетики, взятые из практики мастеров мирового кино. В издании рассмотрено становление кино в системе художественной культуры, синтетическая природа экранного искусства, специфика всех видов кино, а также процесс создания фильма. Книга трижды переиздавалась, в том числе дополнялась и перерабатывалась: 1978 г., 1985 г. — в Минске (издательство «Высшая школа»), в 1983 г. — в Риге на латышском языке (издательство «Zwaizgne»).
В 1990 г. вышла монография Г. Ратникова «Жанровая природа фильма». Это теоретическое исследование, посвященное системе жанров кино, которая рассматривается в эстетическом и психологическом аспектах. Автор ориентируется на три пары основных эстетических явлений, почерпнутых им из работы М. С. Кагана: прекрасное и безобразное, возвышенное и низменное, трагическое и комическое. Жанровая градация, предложенная автором, состоит из четырёх основных категорий (от высшей к низшей): киноэпос — кинотрагедия — кинодрама — кинокомедия. Г. Ратников не ограничивает процесс жанрообразования эстетическими категориями и обращается к принципу деления на жанры исходя из их художественно-образных структур, то есть исходя из замысла создателей и структурных характеристик фильма.
Г. Ратников является одним из авторов (наряду в А.Красинским, О.Нечай, Л.Зайцевой, А.Карпиловой, О.Медведевой, Г.Шур, И.Авдеевым, Н.Агафоновой) четырёхтомной «История киноискусства Беларуси». Им написаны разделы «Возвращение к эпопее. В. Корш-Саблин», «Беларусьфильм» 60-х годов. Вторая молодость", «Лирический эпос В. Турова», «Современная белорусская литература и кино» («Киноискусство Беларуси 1960—1985 гг.» , 2 том).
Автор сценария к документальному фильму «Жизнь на сцене» (1966 г.), посвященному творчеству народного артиста СССР А. К. Ильинского, фильму «Поиск продолжается» (1966 г.), который знакомит с деятельностью ученых Института микробиологии Академии наук БССР (сценарии написаны в соавторстве с Владимиром Нефедом). Г. Ратников автор сценария фильма «Долг памяти».

## Награды
Диплом и премия Союза кинематографистов СССР за книгу «Основы киноискусства».